# Yūto Suzuki
Yūto Suzuki (鈴木 雄斗?, Suzuki Yūto; Kanagawa, 7 dicembre 1993) è un calciatore giapponese, centrocampista dello Shonan Bellmare.

## Palmarès

### Club

#### Competizioni nazionali
- Campionato giapponese: 1

Kawasaki Frontale: 2018
- Supercoppa del Giappone: 1

Kawasaki Frontale: 2019
- J2 League: 1

Júbilo Iwata: 2021